# Victor Pițurcă
Victor Pițurcă (Orodel, 8 maggio 1956) è un allenatore di calcio ed ex calciatore romeno, di ruolo attaccante.

## Carriera

### Club
Pițurcă ha giocato più di trecento partite come attaccante tra il 1974 e il 1990. Mentre giocava per lo Steaua București, ha vinto cinque scudetti, quattro coppe rumene, la Coppa dei Campioni e la Supercoppa UEFA.

### Nazionale
Pițurcă ha collezionato tredici presenze con la nazionale rumena nel periodo 1985-1987, segnando sei gol. Ha debuttato il 27 marzo 1985 in un'amichevole casalinga contro la Polonia (0-0) a Sibiu. In quella partita ha dovuto lasciare il posto a Ionel Augustin nell'intervallo.

### Allenatore
Come allenatore ha guidato, tra gli altri, l'Universitatea Craiova, lo Steaua București e la nazionale rumena. È stato allenatore della Nazionale del suo paese d'origine nei periodi 1998-1999 (16 partite), 2004-2009 (46 partite, compresi Euro 2008) e 2011-2014 (34 partite). Nell'ottobre 2014 diventa allenatore dell'Ittihad FC.

## Vita privata
Sposato con Maria Pițurcă, ha due figli: Alexandru Pițurcă e Claudia Naboiu.
Allo Steaua București e al Fotbal Club U Craiova ha allenato suo figlio, Alexandru, che era un attaccante. È cugino di Eugen Neagoe.
È stato soprannominato Satana dalla stampa, qualcosa che lui stesso ha definito come "notevole".

## Palmarès

### Giocatore

#### Club

##### Competizioni nazionali
- Campionato rumeno: 5

Steaua Bucarest: 1984-1985, 1985-1986, 1986-1987, 1987-1988, 1988-1989
- Coppa di Romania: 4

Universitatea Craiova: 1976-1977
Steaua Bucarest: 1984-1985, 1986-1987, 1988-1989

##### Competizioni internazionali
- Coppa dei Campioni: 1

Steaua Bucarest: 1985-1986
- Supercoppa UEFA: 1

Steaua Bucarest: 1986

#### Individuale
- Capocannoniere della Divizia A: 1

1987-1988 (34 gol)
- Scarpa di bronzo europeo: 1

1988

### Allenatore

#### Club
- Coppa di Romania: 1

Steaua Bucarest: 1991-1992
- Campionato rumeno: 1

Steaua Bucarest: 2000-2001
- Supercoppa di Romania: 1

Steaua Bucarest: 2001

#### Individuale
- Allenatore dell'anno in Romania: 1

2007